# Xianghe Shuiku
Xianghe Shuiku är en reservoar i Kina. Den ligger i provinsen Hubei, i den centrala delen av landet, omkring 220 kilometer väster om provinshuvudstaden Wuhan. Xianghe Shuiku ligger 148 meter över havet. Arean är 0,26 kvadratkilometer. Trakten runt Xianghe Shuiku består till största delen av jordbruksmark. Den sträcker sig 0,4 kilometer i nord-sydlig riktning, och 1,5 kilometer i öst-västlig riktning.
Genomsnittlig årsnederbörd är 1 149 millimeter. Den regnigaste månaden är augusti, med i genomsnitt 194 mm nederbörd, och den torraste är december, med 19 mm nederbörd.